# Autorité de protection de l'État

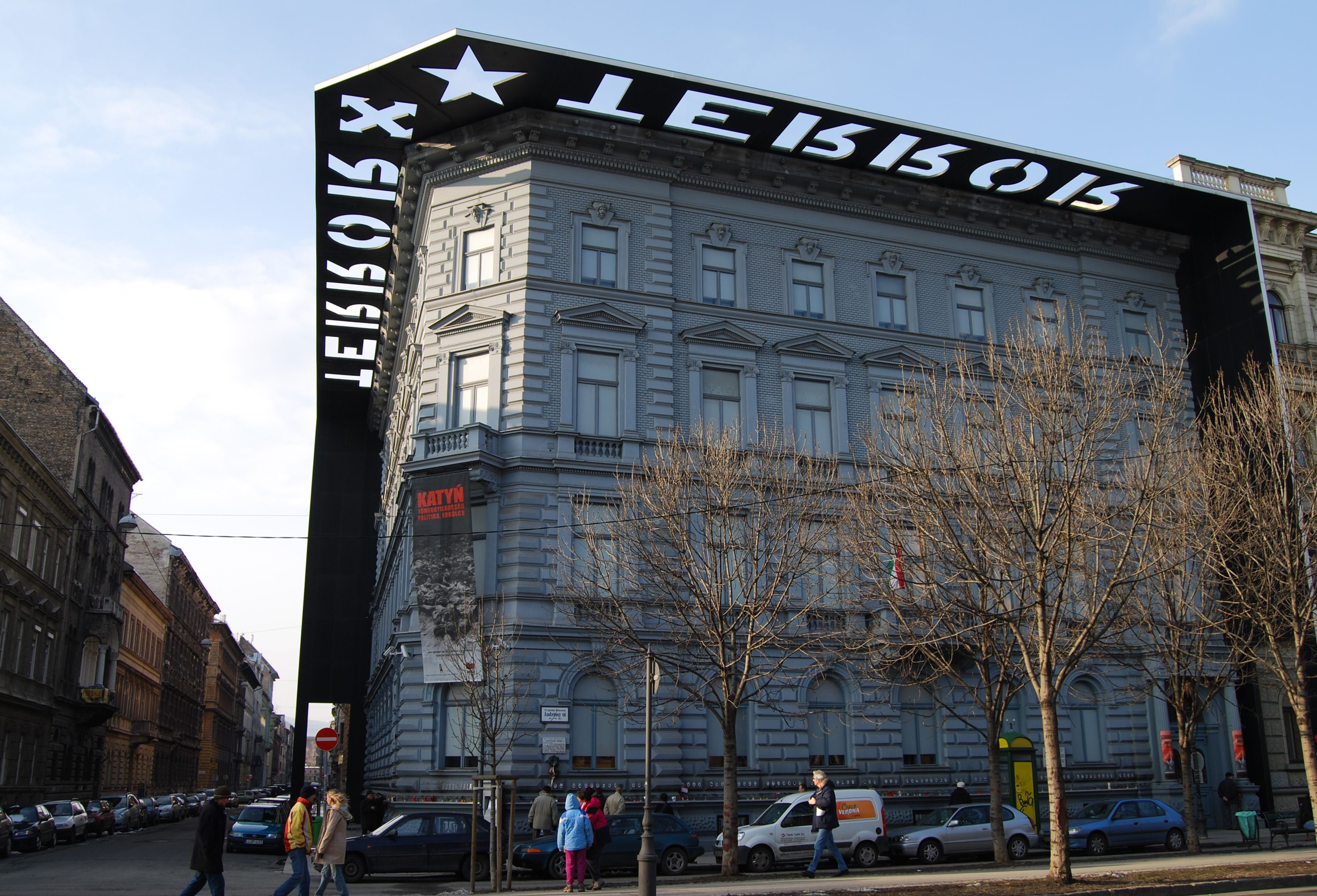
Ancien siège de l'ÁVH au 60 avenue Andrassy à Budapest, aujourd'hui musée Maison de la terreur (qui a ajouté la bordure marquée « terror »).

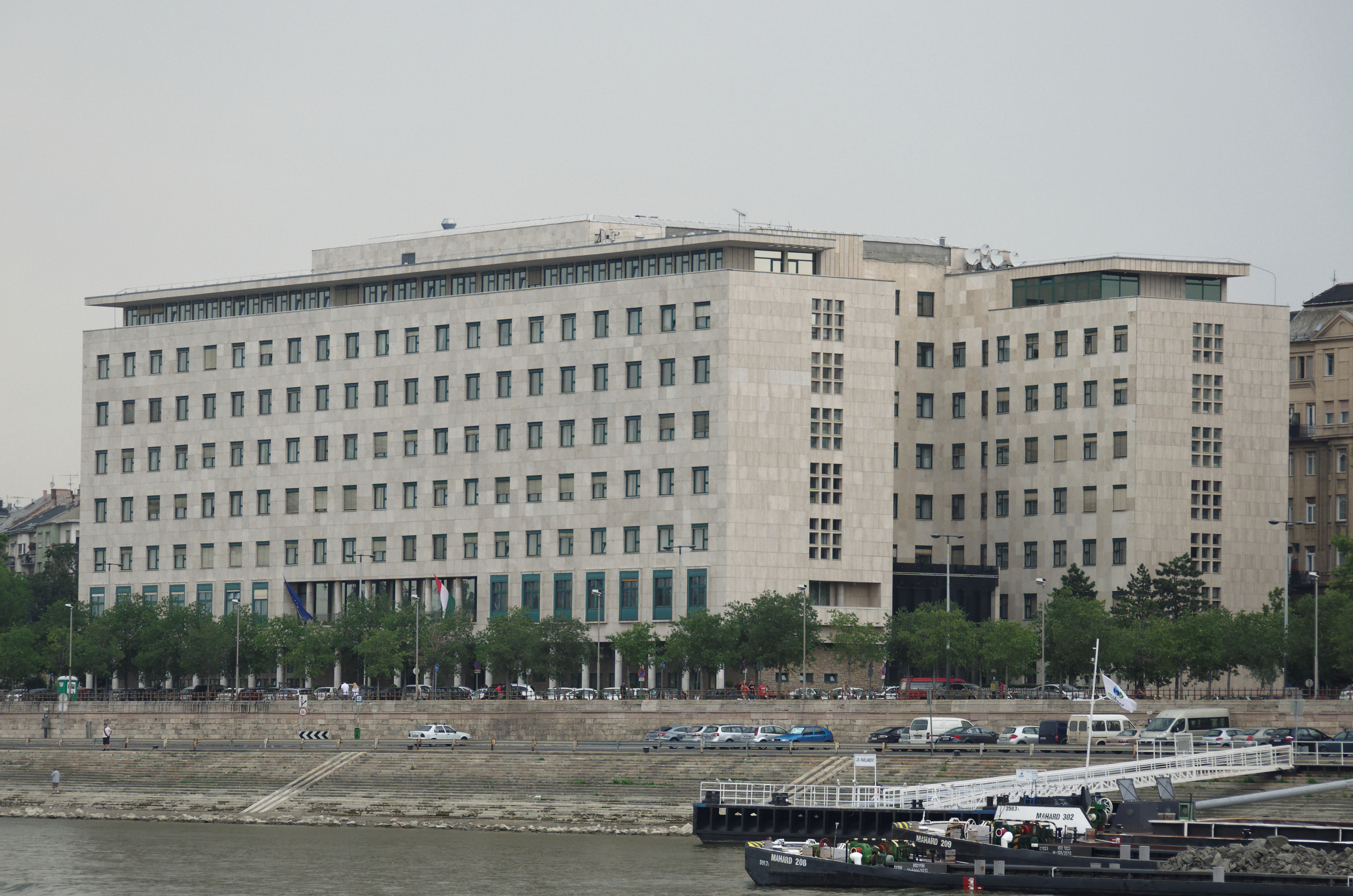
Anciens bureaux de l'ÁVH à Budapest.

 (février 2025).
Si vous disposez d'ouvrages ou d'articles de référence ou si vous connaissez des sites web de qualité traitant du thème abordé ici, merci de compléter l'article en donnant les références utiles à sa vérifiabilité et en les liant à la section « Notes et références ».
 (février 2025).
Pour les articles homonymes, voir AVH (homonymie).
L'Autorité de sécurité de l'État (en hongrois, Államvédelmi Hatóság) ou ÁVH était la police politique secrète de l'État hongrois entre 1948 et 1956. Sa mission officielle était de persécuter les opposants au régime et de protéger le régime et ses dirigeants. L'organisation participait aux luttes de pouvoir au sein du parti d'État (Le Parti des travailleurs hongrois, MDP) et était le principal instrument et exécuteur des confrontations politiques. Elle fut d'abord dirigée par Laszlo Rajk avant qu'il ne soit victime des purges.
Elle a succédé au Département de la police politique (PRO, 1945-1946), puis au Département de la protection de l'État (ÁVO, 1946-1948), une unité organisationnelle du ministère de l'Intérieur à laquelle le gouvernement a progressivement attribué des tâches et des pouvoirs de plus en plus larges. Plusieurs organismes d'État jusqu'alors indépendants ont été fusionnés dans ce cadre pour former l'ÁVH. Elle était initialement formellement subordonnée au ministère de l'Intérieur, puis directement au Conseil des ministres ; mais dans les faits, les activités étaient déterminées par la direction interne du MDP, principalement par le secrétaire général Mátyás Rákosi.
L'ÁVH est d'abord l'un des instruments du Parti communiste hongrois (devenu Parti des travailleurs hongrois) pour prendre le contrôle de la République de Hongrie et la transformer en 1949 en République populaire de Hongrie.
Très proche des services secrets soviétiques, elle est similaire aux autres polices politiques du bloc de l'Est, et se livre à d'innombrables violences lors de l'« épuration » et de la collectivisation forcée entre 1945 et 1953. À la mort de Staline, elle est peu à peu restructurée, et est finalement divisée entre de nouvelles branches en 1956 après l'insurrection de Budapest.

## Histoire

### Création
Au nom du ministre de l'Intérieur, András Tömpe (de), Ferenc Erdei a commencé à organiser le Département de police politique (PRO) de la police d'État à Debrecen, puis l'institution s'est installée à Budapest fin janvier. Au même moment, sur instruction du Comité politique du MKP, un autre Département de la police politique a été créé avec environ 60 personnes, sous la direction de Gábor Péter (en), sous contrôle de la direction générale de la police de Budapest. Les dirigeants communistes ont tenté de résoudre la rivalité qui s’était brièvement développée entre deux organismes parallèles par des réorganisations : le Département de police politique de la police d'État a été dissout et András Tömpe s'est vu confier la direction du Département de police politique du quartier général de la police régionale. L'organisme de sécurité de l'État unifié et central est finalement né du Département de la police politique du siège de la police de Budapest. Le PRO était déjà situé au 60, rue Andrássy, avant que le gouvernement ne déménage à Budapest.
Le service de sécurité de l’État hongrois, qui est en plein essor, n’a pas été créé sur le modèle soviétique. Pour créer l'organisation, Gábor Péter s'est appuyé sur l'aide de plusieurs anciens officiers de la police politique de l'ère Horthy et du VKF-2 (parfois des criminels de guerre condamnés). Les agences de sécurité de l’État soviétique ont officiellement participé au travail de la police politique hongroise émergente. La liaison entre le KGB et les agences hongroises était assurée par un officier nommé Orlov, qui avait le grade de conseiller.
Dans le cadre de la libération de la Hongrie après la Seconde guerre mondiale, le PRO a contribué à la prise de points décisifs militairement et à imposer le pouvoir hongrois dans les territoires conquis. Le soutien communiste envers cette organisation a permis de juguler l'émergence de mouvements de contestations, considérés comme bourgeois.

### L'ÁVO
En octobre 1946, un décret du ministère de l'Intérieur a rendu la police politique de Budapest indépendante sous le nom de Département de protection de l'État (ÁVO). Ce nouvel organe devait être supervisé et contrôlé par le ministère de l'Intérieur. Un autre décret en décembre de la même année établit les tâches de cette police. Elle devait assurer l'ordre démocratique et la souveraineté populaire, opérer un suivi des associations existantes, des réunions politiques, poursuivre les auteurs de pamphlets politiques, établir des projets d'internement de personnes dangereuses pour la sécurité de l’État, repérer les radios secrètes et enfin intervenir dans toutes les affaires de police d’État à l’exception de celles réservées à la direction de la police de Budapest.
L'ÁVO était organisée en différents sous-classes aux missions précises :
- I : collecte de renseignements et contre-mesures contre les partis politiques et les organisations illégales
- II : renseignement étranger et contre-espionnage ; suivi de l'émigration hongroise
- III : collecte de renseignements et contre-mesures contre les églises
- VII : prévention du sabotage, collecte de renseignement dans les organisations ecclésiastiques et sociales
- VIII : mener des enquêtes ouvertes
- IX : gestion technique ; surveillance téléphonique, du courrier, des télégrammes
- X : maintien du registre
- XII : vérification du courrier
- XIII : préparations d'études environnementales, suivi de celles-ci

### L'ÁVH
Après la nomination de János Kádár au poste de ministre de l'Intérieur en 1948, l'organisation a été rebaptisée Autorité de protection de l'État (ÁVH) sous la tutelle du ministère de l'Intérieur. L'organisation est devenue financièrement indépendante de la police d’État. La délivrance des passeports et la gestion des étrangers présents en Hongrie a relevé dès lors de sa compétence. Plus tard, son pouvoir a encore été élargi en accordant à son directeur le droit de surveiller et détenir des personnes potentiellement dangereuses pour la sécurité de l’État.
En 1949, l'ÁVH était composée de six départements :
- A : police des frontières, fluviales et aérienne ; bureau du médecin-chef
- B : renseignement transfrontalier, gestion des étrangers, surveillance, fonctionnement du Registre Opérationnel Central
- C : enquêtes ouvertes et police d'Etat
- D : service d'information, affaires rurales
- E : questions de sécurité et militaires
- F : affaires économiques et techniques, Bureau d'approvisionnement

En 1950, et de nouveau en 1953, un certain nombre de fusions ont réorganisé les différents départements, étendant leurs prérogatives.
Le réseau de l'ÁVH suivait une organisation strictement hiérarchisée avec de vastes réseaux d'informateurs : en 1953, ils étaient 40 000 et le service de l'état civil détenait les dossiers de plus d'un million de citoyens.

### Sources
1. ↑  Pautet, A. (2019) . 1956. Budapest ensanglantée Discussions au sein du bloc communiste. Histoire du monde contemporain. ( p. 192 -193 ). Autrement. https://shs.cairn.info/histoire-du-monde-contemporain--9782746751095-page-192?lang=fr.
2. ↑  (2020) . Annexe 4. Les filiales du KGB dans les « pays frères » KGB La véritable histoire des services secrets soviétiques. (p. 363-369). Perrin. https://shs.cairn.info/kgb--9782262076351-page-363?lang=fr.